# Morpho parallelus
Morpho parallelus är en fjärilsart som beskrevs av Le Moult 1933. Morpho parallelus ingår i släktet Morpho och familjen praktfjärilar. Inga underarter finns listade i Catalogue of Life.